# Macht’s gut, und danke für den Fisch
Macht’s gut und danke für den Fisch (So long, and thanks for all the fish) ist der Titel des vierten Bands der fünfteiligen Romanserie Per Anhalter durch die Galaxis von Douglas Adams. Der Roman erschien 1984 im Original, die deutsche Übersetzung 1985.
Im ersten Anhalter-Roman hinterlassen die Delphine die von den Menschen fehlinterpretierte Nachricht „Macht’s gut und danke für den Fisch“, als sie von der Erde fortziehen, kurz bevor sie von den Vogonen zerstört wird, um einer Hyperraum-Umgehungsstraße Platz zu machen.
Die Phrase wird seither auch von Science-Fiction-Fans als humorvolle Variante verwendet, um sich zu verabschieden.

## Inhalt
Die Handlung spielt einige Zeit nach dem dritten Teil (Das Leben, das Universum und der ganze Rest) und bietet den Übergang zum fünften Teil der Reihe: Einmal Rupert und zurück.
Arthur Dent kehrt auf die eigentlich explodierte Erde zurück, um herauszufinden, ob es noch dieselbe wie vorher ist. Sie ist es, allerdings sind die Delphine verschwunden. Dafür findet Arthur in seinem Haus ein rätselhaftes Glasgefäß, auf dem die Worte eingraviert sind: „Macht’s gut und danke“.
Auf der Erde begegnet er Fenchurch. Sie ist wie Arthur Dent eine Person, die Merkwürdiges durchgestanden hat. Die beiden lernen einander kennen und lieben. Auch Fenchurch besitzt ein Glasgefäß.
Gemeinsam machen sie sich auf die Suche nach der Lösung des Rätsels, warum die Delphine verschwunden sind. Diese führt sie zur „Außenseite des Irrenhauses“, ein Haus, dessen Erbauer John Watson, genannt „Wonko der Verständige“, die Welt als Irrenhaus erkannt haben will und daher ein Irrenhaus für die ganze Welt gebaut hat. Nur er und sein Wohnbereich befinden sich auf der ‚Außenseite‘.
Auch Ford Prefect macht sich auf den Weg zur Erde, nachdem seine Artikel über die Erde plötzlich in voller Länge im Anhalter erscheinen, obwohl er angesichts deren Zerstörung das genaue Gegenteil erwartet hatte.
Arthur und Fenchurch machen sich schließlich auf den Weg nach Preliumtarn, wo sich Gottes letzte Botschaft an die Schöpfung befindet. Dort treffen sie Marvin, den depressiven Roboter, der durch vorangegangene Ereignisse nun 37-mal älter als das Universum ist und kurz vor seinem Ende steht.
Die Geschichte Per Anhalter durch die Galaxis war ursprünglich als Trilogie angelegt. Wegen des großen Erfolges schrieb Adams sukzessive noch zwei weitere Bände, weswegen die Reihe auch als „Vierteilige Trilogie in fünf Bänden“ oder der letzte Band als „Fünfter Teil der Trilogie“ bezeichnet wird.

## Titel:Macht’soderMach’s
Bei einigen deutschen Neuausgaben lautet der Titel „Mach’s gut und danke für den Fisch“, er ist also als Singular formuliert. Da sich die Nachricht der Delphine jedoch an die Menschheit und nicht an eine einzelne Person richtet, ist diese Übersetzung falsch.
Es handelt sich hierbei wohl „nur“ um einen Fehler bei der Umschlaggestaltung. „Mach’s gut und danke für den Fisch“ erscheint ausschließlich auf dem Einband, im Buch selbst lautet der Buchtitel „Macht’s gut und danke für den Fisch“.

## Ausgaben
- Erstausgabe: So Long, and Thanks for All the Fish. Pan Books, 1984, ISBN 0-330-28498-3.
- Deutsch: Macht’s gut, und danke für den Fisch. Übersetzt von Benjamin Schwarz. Rogner & Bernhard bei Zweitausendeins, 1985, ISBN 3-8077-0211-3.
- Hörbuch: Macht’s gut und danke für den Fisch. Vollständige Lesung von Andreas Fröhlich. Regie: Kai Lüftner. Übersetzt von Benjamin Schwarz. Der Hörverlag, München und [Hamburg] 2013, ISBN 978-3-86717-592-0.